# 56e Primetime Emmy Awards
De 56e Primetime Emmy Awards, waarbij prijzen werden uitgereikt in verschillende categorieën voor de beste Amerikaanse televisieprogramma's die in primetime werden uitgezonden tijdens het televisieseizoen 2003-2004, vond plaats op 19 september 2004 in het Shrine Auditorium in Los Angeles, Californië.

## Winnaars en nominaties - televisieprogramma's
(De winnaars staan bovenaan in vet lettertype.)

#### Dramaserie
(Outstanding Drama Series)
- The Sopranos
  - 24
  - CSI: Crime Scene Investigation
  - Joan of Arcadia
  - The West Wing

#### Komische serie
(Outstanding Comedy Series)
- Arrested Development
  - Curb Your Enthusiasm
  - Everybody Loves Raymond
  - Sex and the City
  - Will & Grace

#### Miniserie
(Outstanding Mini Series)
- Angels in America
  - American Family
  - Hornblower: Duty
  - Prime Suspect 6
  - Traffic

#### Televisiefilm
(Outstanding Made for Television Movie)
- Something the Lord Made
  - And Starring Pancho Villa as Himself
  - Ike: Countdown to D-Day
  - The Lion in Winter
  - The Reagans

#### Varieté-, Muziek- of komische show
(Outstanding Variety, Music or Comedy Series)
- The Daily Show
  - Chappelle's Show
  - Late Night with Conan O'Brien
  - Late show with David Letterman
  - Saturday Night Live

#### Reality competitie
(Outstanding Reality-Competition Program)
- The Amazing Race
  - American Idol
  - The Apprentice
  - Last Comic Standing
  - Survivor

## Winnaars en nominaties - acteurs

### Hoofdrollen

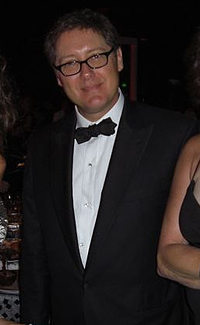
James Spader (The Practice), winnaar mannelijke hoofdrol in een dramaserie

#### Mannelijke hoofdrol in een dramaserie
(Outstanding Lead Actor in a Drama Series)
- James Spader als Alan Shore in The Practice
  - James Gandolfini als Tony Soprano in The Sopranos
  - Anthony LaPaglia als Jack Malone in Without a Trace
  - Martin Sheen als president Josiah Bartlet in The West Wing
  - Kiefer Sutherland als Jack Bauer in 24

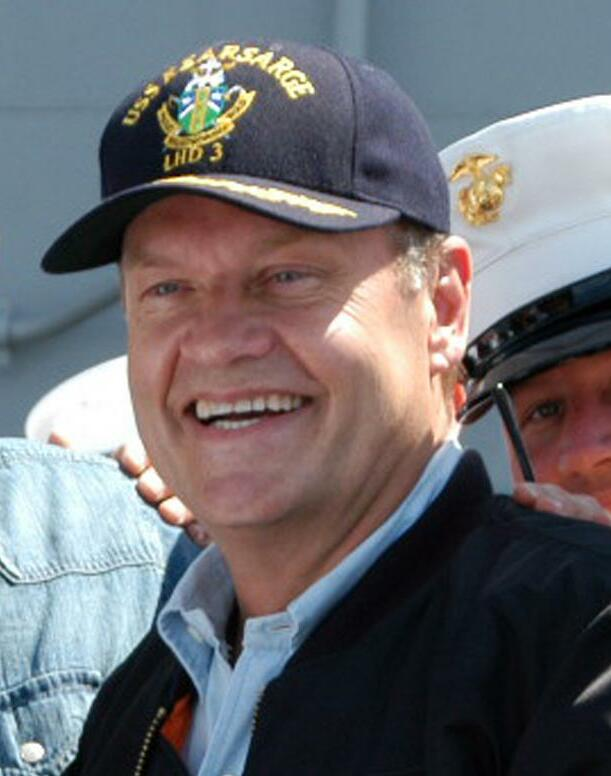
Kelsey Grammer (Frasier), winnaar mannelijke hoofdrol in een komische serie

#### Mannelijke hoofdrol in een komische serie
(Outstanding Lead Actor in a Comedy Series)
- Kelsey Grammer als Dr. Frasier Crane in Frasier
  - Larry David als Larry David in Curb Your Enthusiasm
  - Matt LeBlanc als Joey Tribbiani in Friends
  - John Ritter als Paul Hennessy in 8 Simple Rules
  - Tony Shalhoub als Adrian Monk in Monk

#### Mannelijke hoofdrol in een miniserie of televisiefilm
(Outstanding Lead Actor in a Miniseries or Movie)
- Al Pacino als Roy Cohn in Angels in America
  - Antonio Banderas als Pancho Villa in And Starring Pancho Villa as Himself
  - James Brolin als Ronald Reagan in The Reagans
  - Mos Def als Vivien Thomas in Something the Lord Made
  - Alan Rickman als Alfred Blalock in Something the Lord Made

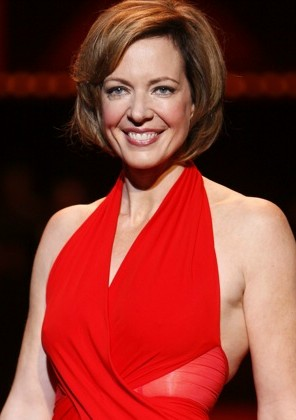
Allison Janney (The West Wing), winnaar vrouwelijke hoofdrol in een dramaserie

#### Vrouwelijke hoofdrol in een dramaserie
(Outstanding Lead Actress in a Drama Series)
- Allison Janney als C.J. Cregg in The West Wing
  - Edie Falco als Carmela Soprano in The Sopranos
  - Jennifer Garner als Sydney Bristow in Alias
  - Mariska Hargitay als Detective Olivia Benson in Law & Order: Special Victims Unit
  - Amber Tamblyn als Joan Girardi in Joan of Arcadia

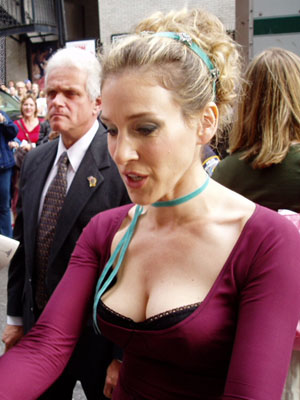
Sarah Jessica Parker (Sex and the City), winnaar vrouwelijke hoofdrol in een komische serie

#### Vrouwelijke hoofdrol in een komische serie
(Outstanding Lead Actress in a Comedy Series)
- Sarah Jessica Parker als Carrie Bradshaw in Sex and the City
  - Jennifer Aniston als Rachel Green in Friends
  - Patricia Heaton als Debra Barone in Everybody Loves Raymond
  - Bonnie Hunt als Bonnie Molloy in Life with Bonnie
  - Jane Kaczmarek als Lois Wilkerson in Malcolm in the Middle

#### Vrouwelijke hoofdrol in een miniserie of televisiefilm
(Outstanding Lead Actress in a Miniseries or a Movie)
- Meryl Streep als Hannah Pitt, Rabbi Isidor Chemelwitz, Ethel Rosenberg & Angel Australia in Angels in America
  - Emma Thompson als Krankenschwester Emily, Obdachlose & Angel America in Angels in America
  - Glenn Close als Eleanor in The Lion in Winter
  - Helen Mirren als Jane Tennison in Prime Suspect 6
  - Judy Davis als Nancy Reagan in The Reagans

### Bijrollen

#### Mannelijke bijrol in een dramaserie
(Outstanding Supporting Actor in a Drama Series)
- Michael Imperioli als Christopher Moltisanti in The Sopranos
  - Steve Buscemi als Tony Blundetto in The Sopranos
  - Brad Dourif als Doc Cochran in Deadwood
  - Victor Garber als Jack Bristow in Alias
  - John Spencer als Leo McGarry in The West Wing

#### Mannelijke bijrol in een komische serie
(Outstanding Supporting Actor in a Comedy Series)
- David Hyde Pierce als Niles Crane in Frasier
  - Peter Boyle als Frank Barone in Everybody Loves Raymond
  - Brad Garrett als Robert Barone in Everybody Loves Raymond
  - Sean Hayes als Jack McFarland in Will & Grace
  - Jeffrey Tambor als George Bluth Sr. in Arrested Development

#### Mannelijke bijrol in een miniserie of televisiefilm
(Outstanding Supporting Actor in a Miniseries or Movie)
- Jeffrey Wright als Belize, Mr. Lies & Continental Principality in Angels in America
  - Patrick Wilson als Joe Pitt in Angels in America
  - Justin Kirk als Prior Walter und Der Mann im Park in Angels in America
  - Ben Shenkman als Louis Ironson & Continental Principality in Angels in America
  - William H. Macy als John Irwin in Stealing Sinatra

#### Vrouwelijke bijrol in een dramaserie
(Outstanding Supporting Actress in a Drama Series)
- Drea de Matteo als Adriana La Cerva in The Sopranos
  - Stockard Channing als Abbey Bartlet in The West Wing
  - Tyne Daly als Maxine Gray in Judging Amy
  - Janel Moloney als Donna Moss onThe West Wing
  - Robin Weigert als Calamity Jane in Deadwood

#### Vrouwelijke bijrol in een komische serie
(Outstanding Supporting Actress in a Comedy Series)
- Cynthia Nixon als Miranda Hobbes in Sex and the City
  - Kim Cattrall als Samantha Jones in Sex and the City
  - Kristin Davis als Charlotte York in Sex and the City
  - Megan Mullally als Karen Walker in Will & Grace
  - Doris Roberts als Marie Barone in Everybody Loves Raymond

#### Vrouwelijke bijrol in een miniserie of televisiefilm
(Outstanding Supporting Actress in a Miniseries or Movie)
- Mary-Louise Parker als Harper Pitt in Angels in America
  - Julie Andrews als Nanny in Eloise at Christmastime
  - Angela Lansbury als Dora in The Blackwater Lightship
  - Anne Heche als Rowena Larson in Gracie's Choice
  - Anjelica Huston als Carrie Chapman Catt in Iron Jawed Angels

### Gastrollen

#### Mannelijke gastrol in een dramaserie
(Outstanding Guest Actor in a Drama Series)
- William Shatner als Denny Crane in The Practice
  - James Earl Jones als Will Cleveland in Everwood
  - Martin Landau als Frank Malone in Without a Trace
  - Bob Newhart als Ben Hollander in ER
  - Matthew Perry als Joe Quincy in The West Wing

#### Mannelijke gastrol in een komische serie
(Outstanding Guest Actor in a Comedy Series)
- John Turturro als "Ambrose Monk" in Monk
  - John Cleese als Lyle Finster in Will & Grace
  - Danny DeVito als Roy in Friends
  - Anthony LaPaglia als Simon Moon in Frasier
  - Fred Willard als Hank MacDougal in Everybody Loves Raymond

#### Vrouwelijke gastrol in een dramaserie
(Outstanding Guest Actress in a Drama Series)
- Sharon Stone als Sheila Carlisle in The Practice
  - Louise Fletcher als Miss Eva Garrison in Joan of Arcadia
  - Marlee Matlin als Dr. Amy Solwey in Law & Order: Special Victims Unit
  - Betty White als Catherine Piper in The Practice
  - Mare Winningham  als "Sandra Blaine" in Law & Order: Special Victims Unit

#### Vrouwelijke gastrol in een komische serie
(Outstanding Guest Actress in a Comedy Series)
- Laura Linney als Charlotte in Frasier
  - Christina Applegate als Amy in Friends
  - Eileen Brennan als Zandra in Will & Grace
  - Georgia Engel als Pat MacDougal in Everybody Loves Raymond
  - Cloris Leachman als Ida in Everybody Loves Raymond